# Scott Miller (giocatore di football americano)
Scott Miller (31 luglio 1997) è un giocatore di football americano statunitense che milita nel ruolo di wide receiver per i Pittsburgh Steelers della National Football League (NFL).

## Carriera

### Tampa Bay Buccaneers
Miller fu scelto nel corso del sesto giro (208º assoluto) del Draft NFL 2019 dai Tampa Bay Buccaneers. Nella settimana 15, nella vittoria per 38-17 sui Detroit Lions, ricevette 3 passaggi per 49 e il suo primo touchdown prima che un infortunio al tendine del ginocchio lo costringesse a lasciare la contesa. Il 17 dicembre 2019 fu inserito in lista infortunati. La sua stagione da rookie si chiuse con 13 ricezioni per 200 e una marcatura in 10 presenze, 2 delle quali come titolare.
Il 7 febbraio 2021, nel Super Bowl LV contro i Kansas City Chiefs campioni in carica, Miller partì come titolare nella vittoria per 31-9, conquistando il suo primo titolo.

### Atlanta Falcons
Il 28 marzo 2023 Miller firmò con gli Atlanta Falcons.

### Pittsburgh Steelers
Il 10 maggio 2024 Miller firmò un contratto di un anno con i Pittsburgh Steelers.

## Palmarès
- Super Bowl : 1

Tampa Bay Buccaneers: LV
- National Football Conference Championship: 1

Tampa Bay Buccaneers: 2020